# Народно читалище „Славянска беседа – 1880“
 Тази статия е за читалището.  За хотела вижте Славянска беседа (хотел в София).  
Народното читалище „Славянска беседа – 1880“ е читалище в София, основано по идея на Антон Безеншек.  То е най-старото в столицата.
Идеята на Безеншек е обсъдена на 11 май 1880 г. на честване на светите братя Кирил и Методий. На това събиране присъстват седемдесет и пет души, от които петдесет са български граждани, останалите – чуждестранни гостуващи специалисти. На 18 май е приет уставът на дружеството, а на 25 май се провежда Учредителното събрание.
Първата сграда е построена през 1881 г., със собствени средства. На същото място през 1882 г. на същото място се построява нова, по-голяма сграда, която също е съборена и подменена след десет години. През 1892 г. членовете се нанасят в още по-просторна сграда, отговаряща на нуждите на дружеството. Последното преместване на читалището е през 1945 г. в още по-нова, седеметажна сграда, дял от която имат предприемачите Яким Иванов и Георги Киселинчев.
В ръководните органи на читалището от създаването му влизат редица интелектуалци и известни политици, лица, играли важна роля в изграждането на новата българска администрация и армия, между които личат имената на Иван Вазов, Алеко Константинов, Константин Иречек, Марин Дринов, Борис Вазов, Иван Евстатиев Гешов, проф. Стефан Бобчев, Иван Мърквичка, проф. Николай Николаев, Георги Кьосеиванов, Димитър Греков, Александър Панайотов Хитов, д-р Милан Стоянович, проф. Иван Цибулка, Христо Д. Попов, Михаил Сарафов, Стоян Данев и редица други.
Сградата е обявена за недвижима културна ценност от категория „местно значение“ през 1978 г.
Славянска беседа

Славянска беседа е мирна ограда,

за дружба сърдечна,

страстта тук немей.

Тук българин с сърбин и чех със словак,

хърватин с словенец и русин с поляк

по братски живей.

Беди ли, тъги ли сърце ти налягат,

ил` бури житейски душата ти стягат –

в Беседата, знай,

ще найдеш покой или в реч сладкодумна,

ил` в братския кръг в веселба многошумна,

тъга тук не трай.

За знанье ли жажда, славянино сещаш –

тук книги те чакат, приятели срещаш –

развивай умът.

Ил` търсиш ти шум, развлечения свесни –

тук музика има, и танци, и песни –

насищай слухът.

Дойдете, славяне, сплотете се, братя,

в този мирния храм, в тези чисти обятия

тук има живот.

Алеко Константинов.